# Sue Jones-Davies
Sue Jones-Davies (1º gennaio 1949) è un'attrice, cantante e politica gallese, famosa per il suo ruolo di Judith nel film Brian di Nazareth. Dal 2008 al 2009 è stata sindaco di Aberystwyth.

## Biografia
Apparve nella produzione originale di Jesus Christ Superstar. Altre partecipazioni includono Radio On, Rock Follies, French and Saunders, Victoria Wood As Seen On TV e Ritorno a Brideshead.
Negli anni settanta è stata la cantante del gruppo The Bowles Brothers Band e attualmente della band Cusan Tan insieme a Annie Jones.
È laureata all'Università di Bristol, dove ha conosciuto il futuro marito, l'attore e scrittore Chris Langham. I due hanno tre figli e sono divorziati.
Tra il giugno 2008 e il maggio 2009 è stata sindaco di Aberystwyth. La leggenda metropolitana secondo cui la città aveva bandito il film Brian di Nazareth fino alla proiezione celebrativa nel 2009 è priva di fondamento. Nel luglio 2008 la Jones-Davies è stata intervistata dalle emittenti BBC Radio Wales e BBC Radio 2 riguardo al film dei Monty Python e al suo incarico di sindaco.

## Filmografia parziale
- Brian di Nazareth (Life of Brian, 1979)
- Mente omicida (A Mind to Kill, 1997)
- L'isola in Via degli Uccelli (The Island on Bird Street, 1997)
- La teoria del volo (The Theory of Flight, 1998)

## Doppiatrici italiane
- Rossella Izzo in: Brian di Nazareth
- Eleonora De Angelis in: Brian di Nazareth (Ridoppiaggio DVD)